# IC 2951
IC 2951 — галактика типу Sa (спіральна галактика) у сузір'ї Лев.
Цей об'єкт міститься в оригінальній редакції індексного каталогу.